# Mahmud-babino turbe u Mostaru
Mahmud-babino turbe, derviško je turbe u Mostaru. Nalazi se u blizini današnje tržnice na Maloj Tepi.

## Povijest
Prema natpisu koji se nalazi uklesan u ploču iznad ulaznih vrata, turbe je izgrađeno na temeljima starije zgrade koja je u potpunosti dotrajala, a novo zdanje datirano je na 1876. godine. Turbe je sagrađeno od lomljenog kamena i pokriveno pločom. Natpis se sastoji od pet dvostiha i djelomično je oštećen, pa se ne može u cijelosti pročitati. Predvorje (hajat) uzdignuto je od zemlje oko 60 centimetara i njegov krov drže četiri tanka drvena stuba. Početkom 1951. godine, krov turbeta se srušio kao i predvorje pred ulaznim vratima. Rekonstruirano je 1991. godine. Danas je u dobrom stanju.
Šejh Mahmud-baba je bio šejh halvetijskog tarikata. Njegov mezar se nalazi se u sredini turbeta. Na glavnom nišanu, izrađena je glava u obliku šehovskog saruka u zelenoj boji. Iznad mezara je izgrađen sakrofag od kamenih ploča sa dva nišana. Na uzglavnom nišanu postoji natpis koji potvrđuje da je šejh Mahmud-baba umro 1572. godine. Prema legendi, šejh Mahmud-baba je bio brat mostarskog vakifa Koski Mehmed-paše, a Mahmud je dovršio izgradnju Koski Mehmed-pašine džamije. Bio prvi imam te džamije i šejh njegovog hakikaha. Smrt ga je zatekla na navedenim dužnostima, pa je i sahranjen nedaleko od džamije na Maloj Tepi. Istinitost ove predaje dovodi u pitanje već pomenuti natpis sa uzglavnog nišana u kojem se navodi da je šejh Mahmud-baba umro 45 godina prije izgradnje same džamije.
Legende o Mahmud-babi su široko rasprostranjene među ljudima, pa se navodi da mu je u jednom boju odsječena glava, koju je on donio na Malu Tepu i tu pao mrtav. Na istom mjestu je sahranjen. Na tom mjestu mu je narod u kasnijim godinama sagradio turbe. Jedna predaja nam ukazuje da je šejh Mahmud-baba bio evlija (dobri). Naime, kada bi ljudi išli na podne-namaz u džamiju, šejh Mahmud-baba bi silazio do Neretve. Narod je to primjetio i jednom prilikom poslao je dječaka da ga prati. Kada je dječak došao do vode, šejh Mahmud-baba mu je rekao da mu stane na nogu i zatvori oči što je dječak i uradio, pa su se obojica u tren oka našla kod jedne džamije ispred koje je mnogo ljudi obavljalo molitvu. Dječak je kasnije narodu ispričao sve što se desilo. U ruci je donio stručak mirišljave trave, pa je zaključeno da šejh Mahmud-baba svaki dan podne namaz obavlja kod Kabe u Meki.
Turbe je bilo mjesto sastajanja konzervativnih ljudi koji su tu palili svijeće i molili za ostvarenje nekih želja. Vakif Čorda sagradio je pred turbetom tepicu i odredio je da se njen zakupnik mora pobrinuti da u bardaku u turbetu uvijek bude vode. Prema predaji, bardak s vodom svako jutro osvanuo bi prazan, a peškir bi bio vlažan, pa se zaključilo da šejh Mahmud-baba svake noći ustaje iz mezara, uzima abdest i obavlja namaz.

## Vanjske povezice
- Turbe šejha Mahmud-babe i tajna njegova života